# Parc quasi national de Tsugaru
Le parc quasi national de Tsugaru (津軽国定公園, Tsugaru Kokutei Kōen) est un parc quasi national situé dans la péninsule de Tsugaru, à l’extrémité Nord de l'île de Honshū au Japon. Créé le 31 mars 1975, il s'étend sur 259,66 km2.